# Ratko Đurković
Ratko Đurković (Cetinje, Crna Gora, 9. veljače 1975.) kružni je napadač rukometnog kluba Pick Szeged i crnogorske rukometne reprezentacije.

## Uspjesi
- Prvak Mađarske: 2007.
- Osvajač kupa Mađarske: 2006.
- Prvak Srbsko crnogorske lige: 2001., 2002., 2003.
- Bronca sa svjetskog rukometnog prvenstva: 1999., 2001.